# Antonina Grygowa
Antonina Grygowa z domu Sarnecka, często określana mianem „Mateczka”/"Ciotka" (ur. 1898 w Kielcach, zm. 16 marca 1980 w Lublinie) – czynna działaczka społeczna w czasie II wojny światowej. Żona Franciszka Grygi.

## Życiorys
Urodzona przed wojną w Kielcach w wielodzietnej rodzinie. Razem z mężem, Franciszkiem, prowadziła piekarnię. Współorganizatorka pomocy więźniom hitlerowskiego obozu koncentracyjnego na Majdanku. W 1939 otaczała opieką polskich żołnierzy z rozbitych oddziałów broniących Lublina. Podczas wojny zasłynęła hojnością i dobrocią, wspierała wraz z mężem i córkami: Zofią, Hanną i Wandą, więźniów na Majdanku oraz jeńców oflagów i stalagów, śląc im paczki z żywnością, lekami, odzieżą i grypsami. Oprócz tego w jej domu znajdowali schronienie wojenni tułacze. Podczas wysiedlania Żydów Antonina przyjęła dwie młode Żydówki. W ostatnich tygodniach okupacji zorganizowała szpitalik, a po ucieczce Niemców jadłodajnię dla uchodźców i więźniów wracających z obozów. W Lublinie znajduje się ulica nazwana jej imieniem na wniosek byłych więźniów Majdanka. Została pochowana na cmentarzu przy ul. Lipowej, sekcja 2.

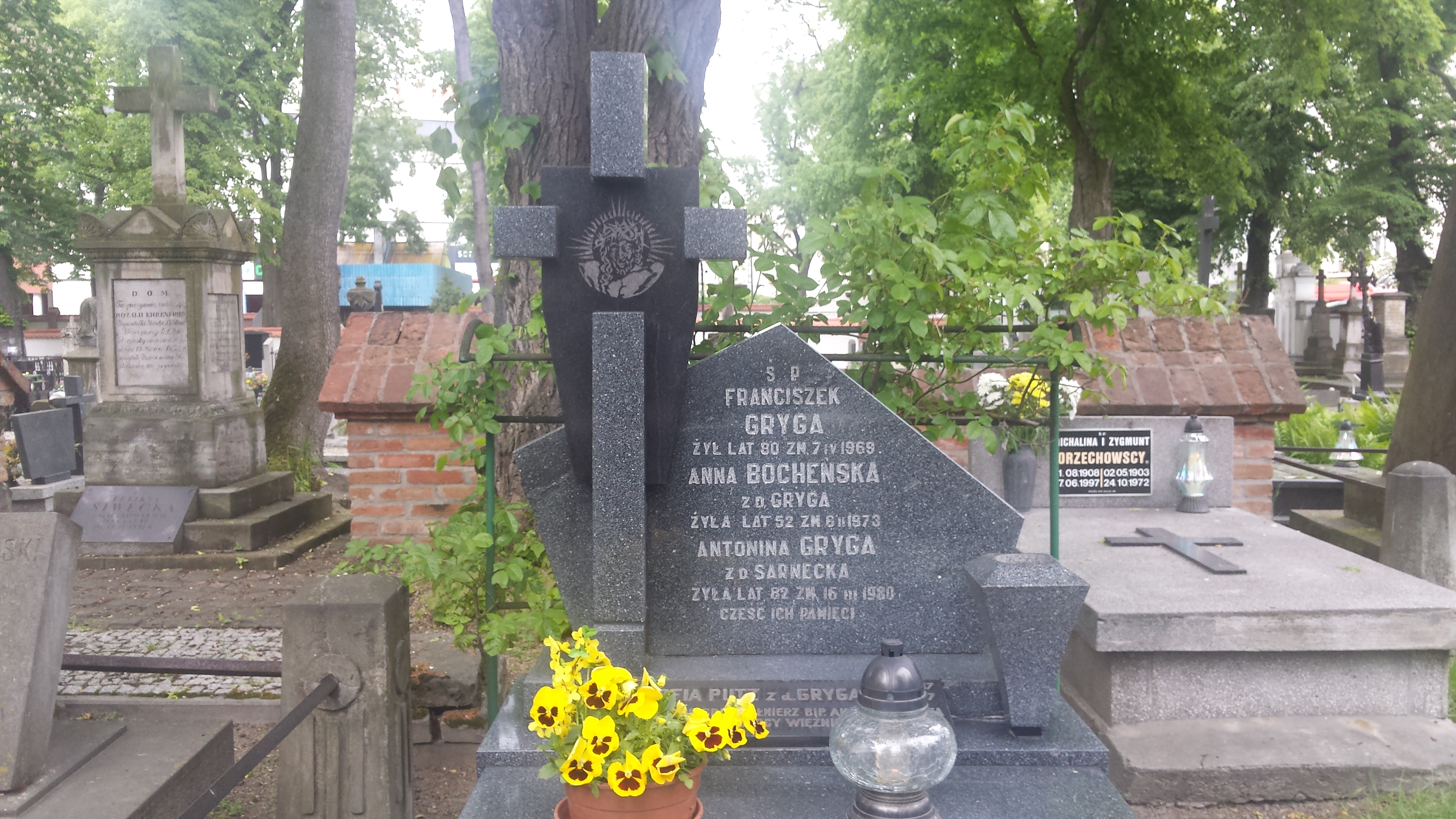
Grób Antoniny Grygowej na cmentarzu przy ulicy Lipowej